# Single White Female
Single White Female (Brasil: Mulher Solteira Procura / Portugal: Jovem Procura Companheira) é um filme estadunidense de 1992 do gênero suspense, sucedido por Single White Female 2: The Psycho. Foi estrelado por Jennifer Jason Leigh e Bridget Fonda.

## Sinopse
Em Nova York, a bela especialista em softwares Allison Jones (Bridget Fonda) tem uma briga com o noivo, Sam Rawson (Steven Weber), quando descobre que ele teve uma noite com a ex-mulher. Em seguida, divide seu apartamento com a jovem Hedra Carlson (Jennifer Jason Leigh). No início tudo parece normal, mas ao longo da história Hedra mostra-se desequilibrada, pondo em perigo Allison e todos que estão ao seu redor.

## Elenco
- Bridget Fonda - Allison "Allie" Jones
- Jennifer Jason Leigh - Hedra "Hedy" Carlson / Ellen Besch
- Steven Weber - Sam Rawson
- Peter Friedman - Graham Knox
- Stephen Tobolowsky - Mitch Myerson
- Frances Bay - Vizinha
- Jessica Lundy
- Ken Tobey - Recepcionista
- Kim Sykes - Repórter

## Recepção da crítica
Single White Female teve recepção mista por parte da crítica especializada. No Rotten Tomatoes, possui uma pontuação de 56% em base de 39 avaliações. Tem 45% de aprovação por parte da audiência, usada para calcular a aprovação do público a partir de votos dos usuários do site.

## Prêmios
- Ganhou o MTV Movie Award de Melhor Vilão (Jennifer Jason Leigh).